# Mikołaj Zwoliński
Mikołaj Zwoliński (* 18. Oktober 1991 in  Łódź) ist ein polnischer Fußballspieler, der bei LKS Termy Ner Poddębice spielt.

## Karriere
Zwoliński stammt aus der Jugend von Łodzianka Łódź und schloss sich 2006 der Akademien von Widzew Łódź an. Noch während seiner Jugendzeit spielte er in der Saison 2009/10 zweimal für dessen erste Mannschaft in der 2. Liga im Hin- und Rückspiel gegen Stal Stalowa Wola.
2012 folgte die Ausleihe zum Drittligisten Pelikan Łowicz und ein Jahr später weiter an Sokół Aleksandrów Łódzki in die vierte Spielklasse. Letzterer Verein verpflichtete ihn 2015 fest für zwei Jahre.
Seit 2017 steht er nun beim Viertligisten LKS Termy Ner Poddębice unter Vertrag.